# 정 (도구)
정은 돌을 쪼아 떼어내어 깨거나 다듬거나 구멍을 뚫는 도구를 말한다. 끌과 달리 날이 없는 뾰족한 것도 포함한다.
물체에 구멍을 뚫거나 면을 다듬는 데 사용한다. 목재 같은 재료에 구멍을 뚫거나 흠을 파는 것과 공작물을 자르는 데 사용하는 것이 있다.